# منطقه

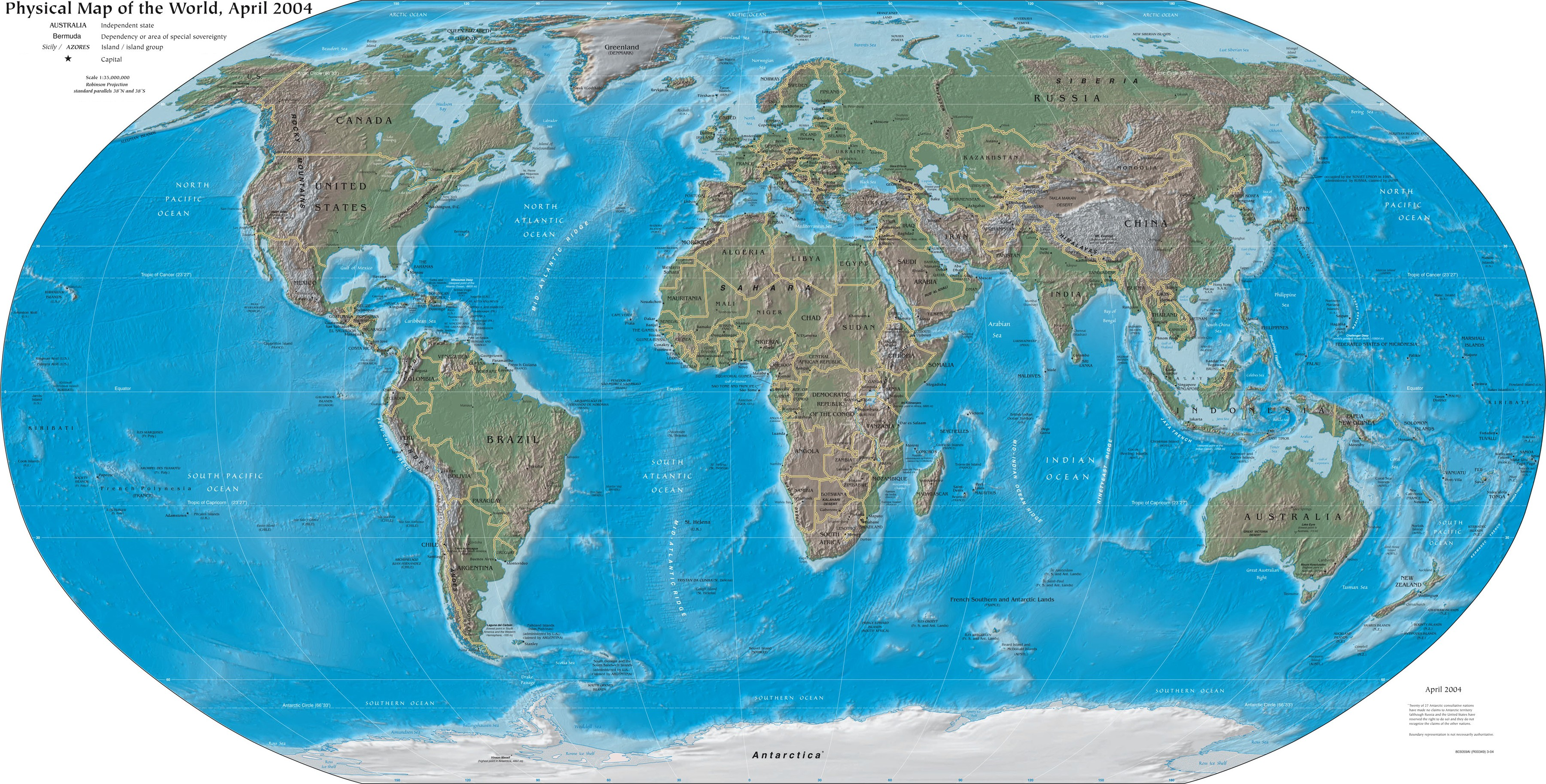
نقشۀ مناطق جهان large 1.7m whitespace removed

مَنطَقِه، یک ناحیهٔ جغرافیایی نسبتاً وسیع از یک کشور یا قاره است که دارای ویژگی‌های طبیعی و یا انسانی متمایزی نسبت به مناطق همسایه باشد.
به‌طور کلی، یک منطقه، ناحیه‌ای میانِ گستره‌ای از خشکی یا آب است که کوچک‌تر از همهٔ ناحیهٔ مورد نظر (برای نمونه جهان، یک ملت، یک رشته‌کوه و ...) و بزرگ‌تر از خود مکان مورد نظر است. مثلاً منطقهٔ دماوند کوچک‌تر از ناحیهٔ دماوند و بزرگ‌تر از شهرستان دماوند است. یک منطقه را می‌توان به صورت مجموعه‌ای از واحدهای کوچک‌تر (همانند کشورهای خاورمیانه) یا به صورت جزئی از مجموعه (همانند منطقهٔ خاورمیانه در آسیا) دید.
منطقه‌هایی که بر پایهٔ معیارهای انسانی (مثلاً زبان) تعریف می‌شوند، به ندرت محدودهٔ روشنی دارند، از اینرو اغلب موضوع تفسیرها و گاه اختلافات هستند. اگر مفاهیم جغرافیای طبیعی، انسان و یا حکومت در هم بیامیزند، وضوح تعریف یک منطقه می‌تواند تغییر یابد.